# Ontario Soccer Centre
Ontario Soccer Centre – stadion piłkarski w Vaughan, w Kanadzie, w prowincji Ontario. Został otwarty w 2003 roku. Może pomieścić 2000 osób. Posiada nawierzchnię sztuczną. Swoje mecze rozgrywa na nim drużyna Toronto FC II.